# Yangshan Huiji
Pour les articles homonymes, voir Yangshan Huiji.
Yangshan Huiji (807-883) (chinois : 仰山慧寂 ; chinois traditionnel : 仰山慧寂 ; pinyin : Yǎngshan Huìjì ; Wade : Yang-shan Hui-chi) est un moine bouddhiste Chan de la dynastie Tang. Originaire du district de Zhenyang à Shaozhou (actuel district de Qujiang, Shaoguan, Guangdong), il est un disciple du maître Chan Weishan Lingyou avec qui  il cofonde l’école Weiyang (aussi appelée école Guishan). Comme il réside au mont Yangshan, il est appelé dans le monde « Yangshan Huiji » (qui veut dire littéralement maître Chan de Yangshan ) (仰山慧寂). Il reçoit à titre posthume le titre honorifique de « Maître Chan Zhitong ».

## Biographie
Yangshan Huiji naît en 807 à Xuchang, dans la préfecture de Shaozhou (actuel Qujiang, Guangdong). Son nom séculier est Ye (叶), de la famille Ye de Hoihua. En 816, alors qu'il n'a que neuf ans, il se rend secrètement au monastère He'an à Guangzhou pour prendre la tonsure. Cinq ans plus tard, ses parents envoient des gens pour le capturer et le ramener à la maison, le forçant à se marier. Mais Yangshan Huiji refuse catégoriquement. En 824, à l’âge de dix-sept ans, il décide de renoncer au monde et, pour affirmer sa détermination à chercher la Voie, il se coupe deux doigts. Ses parents finissent par accepter sa décision. Yangshan Huiji se rend d’abord auprès du maître Chan Danyuan Yingzhen du monastère Nanhua pour recevoir la tonsure. Désireux d’atteindre l’éveil, avant même de recevoir la pleine ordination monastique, Yangshan Huiji commence à voyager à travers diverses régions pour visiter des maîtres et approfondir ses études en tant que novice. 
Il rend d’abord visite au maître Chan Yingzhen du mont Danyuan à Jizhou. Puis il consulte le maître Guishan Lingyou (aussi appelé Weishan Lingyou) du mont Weishan auprès de qui il restera comme assistant personnel pendant quinze ans. Il devient son disciple et il étudie avec lui développant une compréhension plus profonde de la Voie.
Plusieurs années avant la mort de son maître, Huiji quitte le mont Weishan pour voyager, rendant visite à de nombreux maîtres renommés. Plus tard, durant les persécutions bouddhistes de l’ère Huichang (814-846), il se réfugie sur le mont Yangshan à Yichun. De là, il diffuse la doctrine de Weishan en l'enseignant et en guidant les disciples. Sa renommée spirituelle  s'étend dans tout le pays. Ce n’est qu’après l’accession au trône de l’empereur Xuanzong (r. 846-859) qu'il fonde le monastère Qiyinsi à cet endroit. Il y fait rayonner le style de l’école weiyang, si bien qu’il est surnommé le « petit shijia de Yangshan » (littéralement petit bouddha). Plus tard, il se rend au mont Dongping à Shaozhou, où la cour impériale lui offre une robe pourpre en reconnaissance pour sa réalisation spirituelle et le titre de « Maître Chengxu ». 
En 883, il entre dans le nirvana à l’âge de soixante-dix-sept ans après avoir écrit son poème d’adieu : 

« À soixante-dix-sept ans révolus,

Vieillir s’accomplit en ce jour.

Je me laisse aller, flottant et sombrant à ma guise,

Les deux mains agrippées à mes genoux repliés. »

Il reçoit le titre posthume de Maître Chan Zhitong (智通禅师) et sa pagode est nommée Miaoguang (妙光) (lumière merveilleuse). 

## École Guiyang
Avec le maître Guishan Lingyou, Yangshan Huiji est cofondateur de l’école Guiyang, une branche du bouddhisme Chan chinois. Elle est ainsi nommée avec les syllabes Gui de Guihan Lingyou et de Shan de son disciple Yangshan Huiji. Elle porte aussi le nom d'école de weiyang. 

### Œuvres
- Recueil des paroles du maître Chan Huiji de Yangshan, Yuanzhou (袁州仰山慧寂禅师语录), auteurs : Yuanxin, Guo Ningzhi et all., entre 1368-1644[3]